# くろんど園地
大阪府民の森 くろんど園地（おおさかふみんのもり くろんどえんち）は、大阪府交野市にある自然公園。府が指定する大阪府民の森のひとつ。別名はくろんどの森。大阪みどりの百選選定。

## 概要
金剛生駒紀泉国定公園の一角に位置し、大阪府と奈良県との府県境となる国道168号沿いの東側の山麓地帯にある。
くろんど池（奈良県生駒市）を中心に様々なハイキングコースが設けられており、湿地帯に架かる八ッ橋ではミズバショウの名所として知られるほか、月の輪滝などの見どころもある。

## 主な施設
- すいれん池
- 八ッ橋
- バーベキュー広場
- 交歓広場

## 交通
- 京阪電気鉄道「私市駅」より徒歩で約50分。
- JR学研都市線「河内磐船駅」より徒歩で約75分。